# Cash App
 (août 2021).
La mise en forme du texte ne suit pas les recommandations de Wikipédia : il faut le « wikifier ».
Les points d'amélioration suivants sont les cas les plus fréquents. Le détail des points à revoir est peut-être précisé sur la page de discussion.
- Les titres sont pré-formatés par le logiciel. Ils ne sont ni en capitales, ni en gras.
- Le texte ne doit pas être écrit en capitales (les noms de famille non plus), ni en gras, ni en italique, ni en « petit »…
- Le gras n'est utilisé que pour surligner le titre de l'article dans l'introduction, une seule fois.
- L'italique est rarement utilisé : mots en langue étrangère, titres d'œuvres, noms de bateaux, etc.
- Les citations ne sont pas en italique mais en corps de texte normal. Elles sont entourées par des guillemets français : « et ».
- Les listes à puces sont à éviter, des paragraphes rédigés étant largement préférés. Les tableaux sont à réserver à la présentation de données structurées (résultats, etc.).
- Les appels de note de bas de page (petits chiffres en exposant, introduits par l'outil «  Source ») sont à placer entre la fin de phrase et le point final[comme ça].
- Les liens internes (vers d'autres articles de Wikipédia) sont à choisir avec parcimonie. Créez des liens vers des articles approfondissant le sujet. Les termes génériques sans rapport avec le sujet sont à éviter, ainsi que les répétitions de liens vers un même terme.
- Les liens externes sont à placer uniquement dans une section « Liens externes », à la fin de l'article. Ces liens sont à choisir avec parcimonie suivant les règles définies. Si un lien sert de source à l'article, son insertion dans le texte est à faire par les notes de bas de page.
- La présentation des références doit suivre les conventions bibliographiques. Il est recommandé d'utiliser les modèles {{Ouvrage}}, {{Chapitre}}, {{Article}}, {{Lien web}} et/ou {{Bibliographie}}. Le mode d'édition visuel peut mettre en forme automatiquement les références.
- Insérer une infobox (cadre d'informations à droite) n'est pas obligatoire pour parachever la mise en page.

Pour une aide détaillée, merci de consulter Aide:Wikification.
Si vous pensez que ces points ont été résolus, vous pouvez retirer ce bandeau et améliorer la mise en forme d'un autre article.
Cash App (anciennement Square Cash) est un service de paiement mobile développé par Block (anciennement Square) qui permet aux utilisateurs de transférer de l'argent entre eux à l'aide d'une application pour smartphone. Le service est disponible aux États-Unis et au Royaume-Uni. Le 21 mars 2021, le service a enregistré 36 millions d'utilisateurs actifs.

## Histoire
Square a lancé Square Cash le 15 octobre 2013.
En mars 2015, Square a introduit Square Cash pour les entreprises, qui permet aux particuliers, aux organisations et aux propriétaires d'entreprise d'utiliser un nom d'utilisateur pour envoyer et recevoir de l'argent, connu sous le nom de $cashtag,.
En janvier 2018, Cash App s'est étendu pour prendre en charge le trading de Bitcoin,,.
En novembre 2020, Square a annoncé l'acquisition de Credit Karma Tax, un service gratuit de déclaration de revenus à faire soi-même, pour 50 millions de dollars. Ce service sera intégré à l'application Cash App.

## Services
Le service permet aux utilisateurs de demander et de transférer de l'argent vers un autre compte Cash via son application Cash App ou par e-mail. Les utilisateurs peuvent ensuite choisir de retirer l'argent avec leur carte de débit Visa, appelée Cash Card, dans des guichets automatiques ou de le transférer sur n'importe quel compte bancaire local,,.
La Cash Card est une carte noire personnalisable. Les utilisateurs sont invités à signer leur nom sur l'application mobile. La signature sera ensuite imprimée sur la carte et envoyée à l'utilisateur.
Square Cash a également présenté la possibilité d'avoir un nom d'utilisateur unique, connu sous le nom de $cashtag. Il permet aux utilisateurs de transférer et de demander de l'argent à différents utilisateurs en entrant leur nom d'utilisateur,.
En 2017, la possibilité d'acheter des bitcoins a été ajoutée à l'application, et la possibilité d'acheter des actions en 2020.
Depuis le 7 mars 2018, l'application Cash prend en charge les dépôts directs ACH,.